# Junina Luar do Sertão

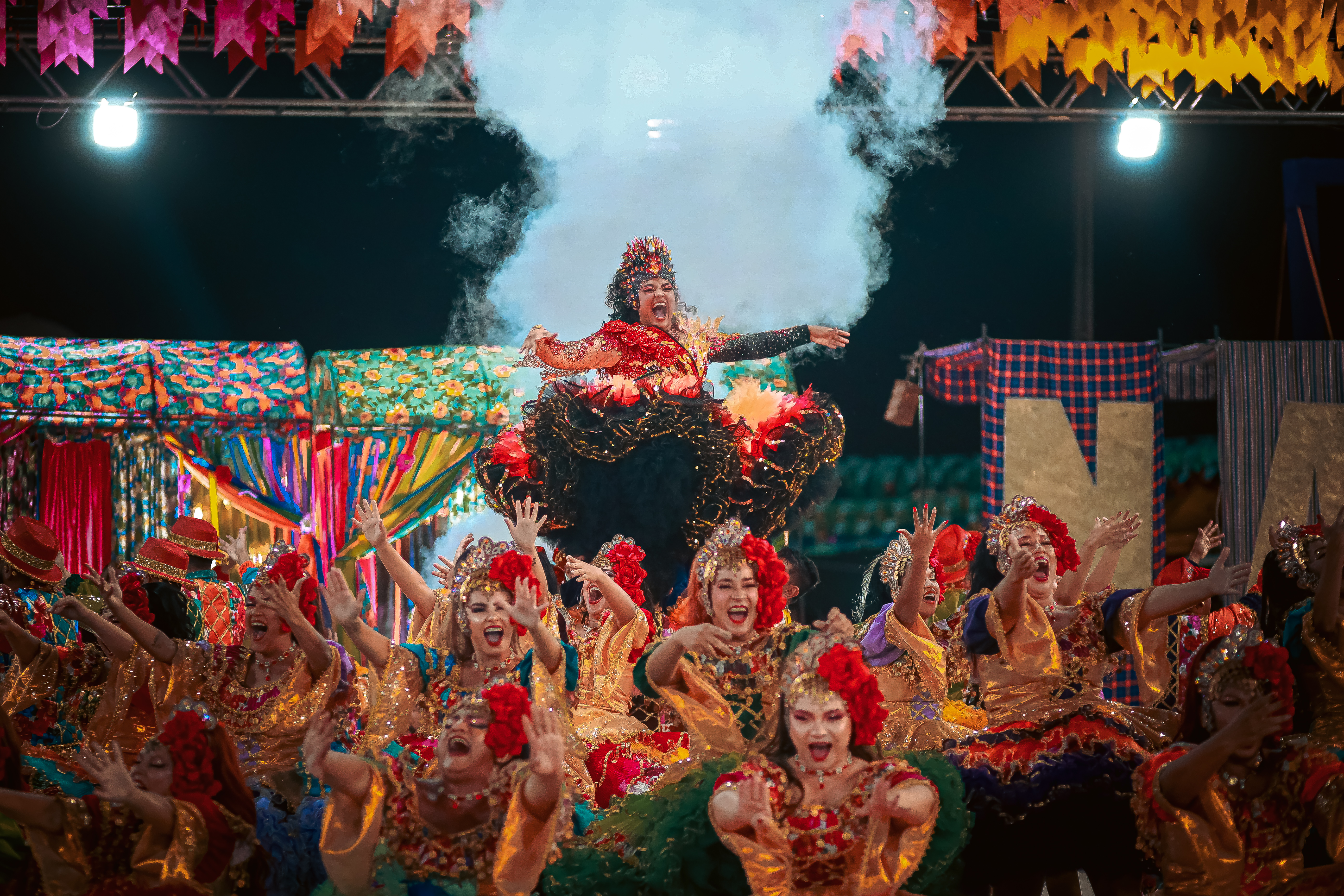
Junina Luar do Sertão é campeã do XX Festival de Quadrilhas de Forquilha 2024.

A Quadrilha Junina Luar do Sertão é um grupo junino tradicional da cidade de Sobral (Ceará) fundado em 1997. Ao longo de sua trajetória, tornou-se referência na difusão das festas juninas e da cultura popular nordestina, destacando-se pela qualidade artística e pela atuação em grandes festivais regionais e nacionais.
Em reconhecimento à sua importância cultural e comunitária, o grupo foi certificado como Ponto de Cultura em 25 de junho de 2024, no âmbito da Lei Cultura Viva, do Ministério da Cultura do Brasil.

### PRINCIPAIS CONQUISTAS:
- Hexadecacampeã do Festival de Quadrilhas Juninas de Sobral, com 16 títulos nos anos: 1997, 1998, 1999, 2000, 2005, 2006, 2009, 2011, 2012, 2013, 2015, 2016, 2017, 2019, 2022 e 2023.
- Octacampeã do Festejo Ceará Junino (Regional Sertão de Sobral), promovido pela Secretaria da Cultura do Estado do Ceará, nos anos: 1999, 2000, 2011, 2012, 2015, 2018, 2019 e 2023.
- Campeã do Festival Arraiá do Ceará (2015), representando o Estado no Festival Regional de Quadrilhas Juninas da Rede Globo Nordeste no mesmo ano.[2]
- Campeã do Festival Jangadeiro Junino (2023), representando o Ceará no XVII Concurso Nacional de Quadrilhas Juninas da CONFEQBRAQ.[3]
- Participação em 8 finais do Campeonato Estadual do Festejo Ceará Junino (1999, 2000, 2011, 2012, 2015, 2018, 2019 e 2023), com terceiro lugar em 2015, 2019 e 2023.
- Presença em 5 finais do Festival Cearense de Quadrilhas Juninas da FEQUAJUCE (2005, 2006, 2011, 2012 e 2013).
- Participação em 5 finais do Concurso Cearense da União Junina do Ceará (2014 a 2018), sendo:
  1. Vice-campeã em 2014 e 2015
  2. Terceiro lugar em 2016
  3. Campeã cearense em 2017.

## Histórico
Em sua primeira década de existência, a Junina Luar do Sertão teve como eixo central a valorização da vida e da cultura do povo nordestino. Seus espetáculos prestaram homenagens a grandes personagens da história regional, como Lampião e Maria Bonita (1998), Antônio Conselheiro (2004), Patativa do Assaré (2005) e Luiz Gonzaga (2006). Também exaltaram figuras coletivas e ofícios tradicionais, a exemplo dos “Sertanejos” (1997), “Agricultores” (1999), “Vaqueiros” (2000) e “Sanfoneiros” (2001). 
Ao longo desses anos, a quadrilha também se destacou pela abordagem de temáticas sociais, fazendo do compromisso com a crítica e a reflexão um de seus principais pilares. É o caso do projeto “Cangaço” (2002), que tratou das disputas por terra e das desigualdades sociais no sertão nordestino. 
As homenagens da Junina Luar do Sertão iam além dos personagens e das causas sociais, alcançando também marcos históricos e patrimônios culturais. Em 2005, celebrou os “400 Anos do Ceará” e, em 2007, prestou tributo à tradicional “Feira de Caruaru”, reconhecida como patrimônio imaterial.
A partir de 2008, a quadrilha começou a experimentar o que hoje se chama de São João estilizado, abrindo espaço para o lúdico e a fantasia. No espetáculo “Fábulas: cantando e encantando a multidão”, mergulhou no universo infantil, enquanto em “Um lindo jardim no São João de cores” (2009), transformou o arraial em um cenário florido e encantador.
No ano de 2011, foi apoiada pela Secretaria da Cultura do Estado do Ceará, através do XIII Edital Ceará Junino, com o projeto "Nordeste nordestino, nordestinando no São João de Cores vou cantando e dançando".
Resumo da temporada:

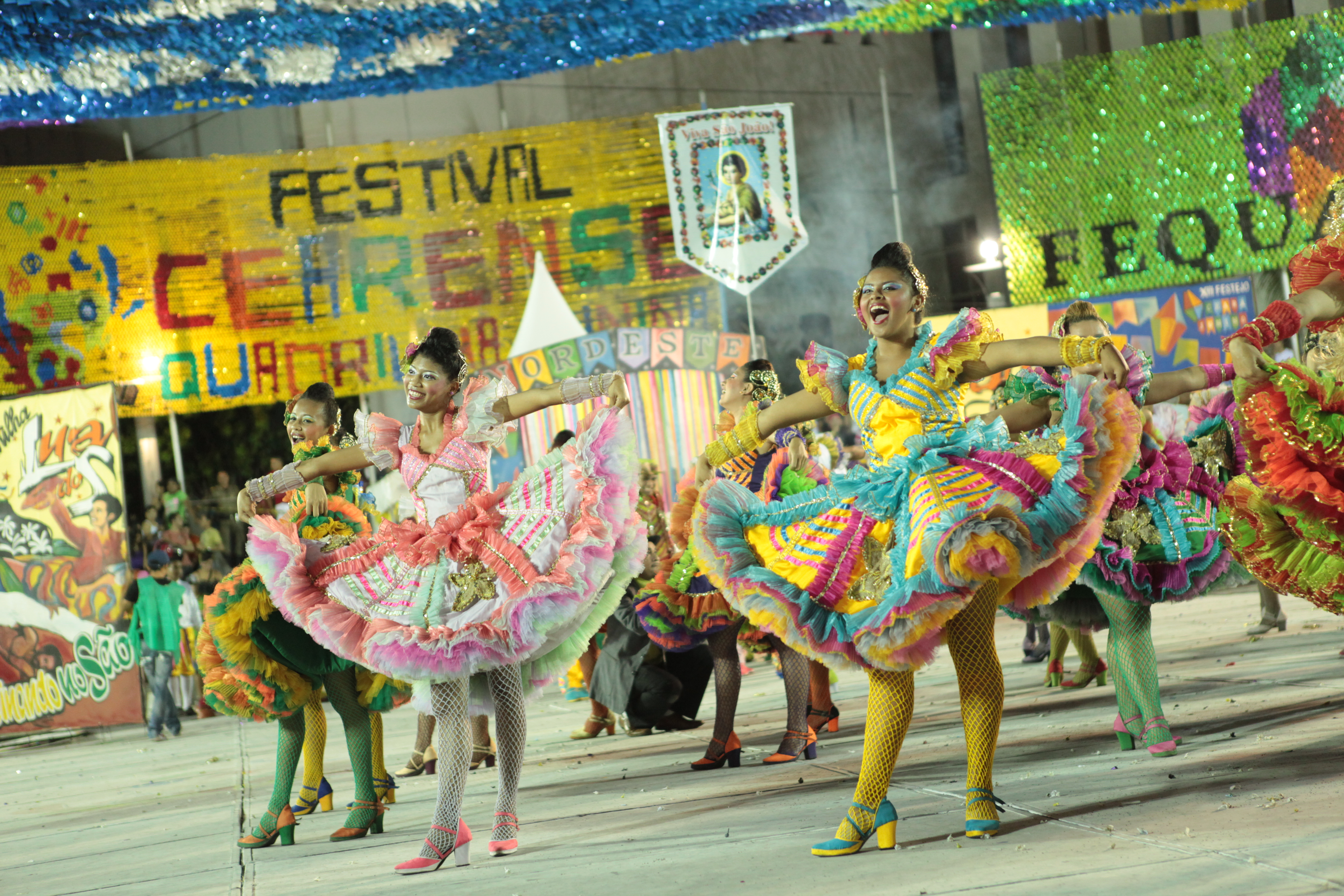
Junina Luar do Sertão é finalista do IX Festival Cearense de Quadrilhas Juninas 2011.

1. III Cariré Junino: Etapa Regional Vale do Acaraú (Sertão de Sobral) do Festejo Ceará Junino, Cariré (Ceará) | Campeã;
2. XV Festival Municipal de Quadrilhas Juninas de Sobral, Sobral (Ceará) | Campeã;
3. I Festival Estadual de Quadrilhas Sobral Cidade Junina, Sobral (Ceará) | Campeã;

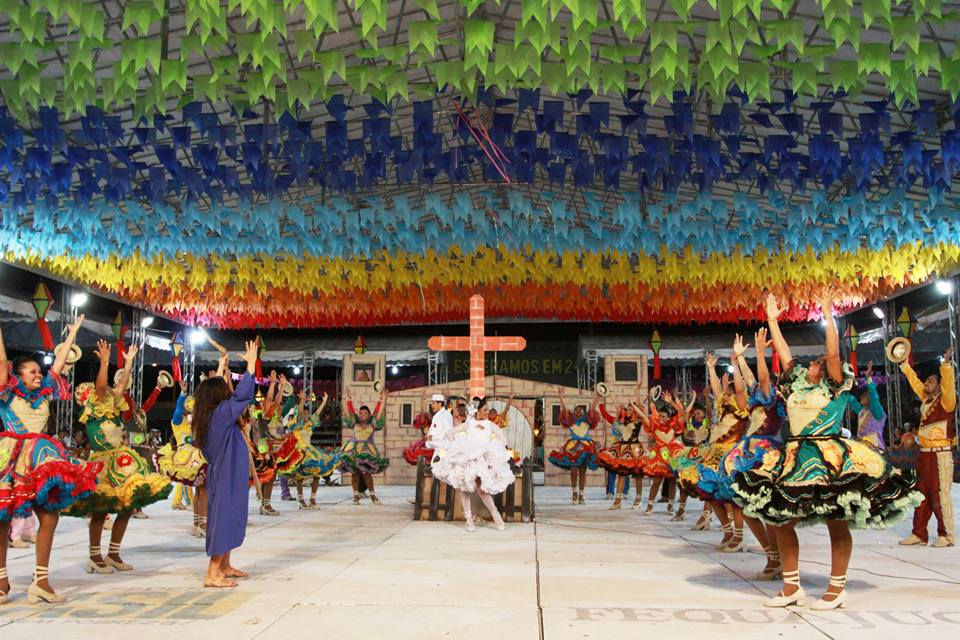
Junina Luar do Sertão é finalista (10º lugar) do XI Festival Cearense de Quadrilhas Juninas 2013.

4. Festival de Quadrilhas Juninas de Santa Quitéria, Santa Quitéria (Ceará) | Campeã;
5. Festival de Quadrilhas do Moura Brasil, Fortaleza (Ceará) | Campeã;
6. Festival de Quadrilhas Juninas do Marco, Marco (Ceará) | Campeã;
7. Festival de Quadrilhas Juninas de Coreaú, Coreaú (Ceará) | Campeã;
8. Festival de Quadrilhas Juninas de Pires Ferreira, Pires Ferreira (Ceará) | Campeã;
9. Finalista do VIII Campeonato Estadual do Festejo Ceará Junino pela Secretaria da Cultura do Estado do Ceará realizado no Centro Dragão do Mar de Arte e Cultura, Fortaleza (Ceará);
10. Finalista no IX Festival Cearense de Quadrilhas Juninas pela Federação das Quadrilhas Juninas do Ceará – FEQUAJUCE, Fortaleza (Ceará).

No ano de 2012, foi apoiada pela Secretaria da Cultura do Estado do Ceará, através do XIV Edital Ceará Junino, com o projeto "Folclore de ritmos, folclore de fé, de mitos e lendas e de muito arrasta-pé".
Resumo da temporada:

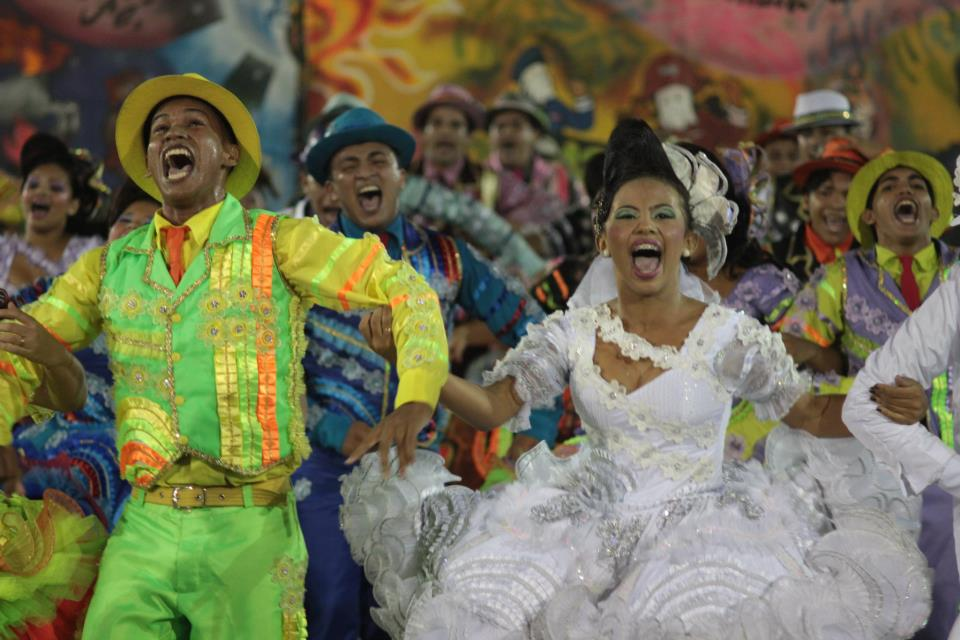
Junina Luar do Sertão é finalista do X Festival Cearense de Quadrilhas Juninas 2012.

1. Festival Meruoca Junino: Etapa Regional Vale do Acaraú (Sertão de Sobral) do Festejo Ceará Junino, Meruoca (Ceará) | Campeã;
2. XVI Festival Municipal de Quadrilhas Juninas de Sobral, Sobral (Ceará) | Campeã;

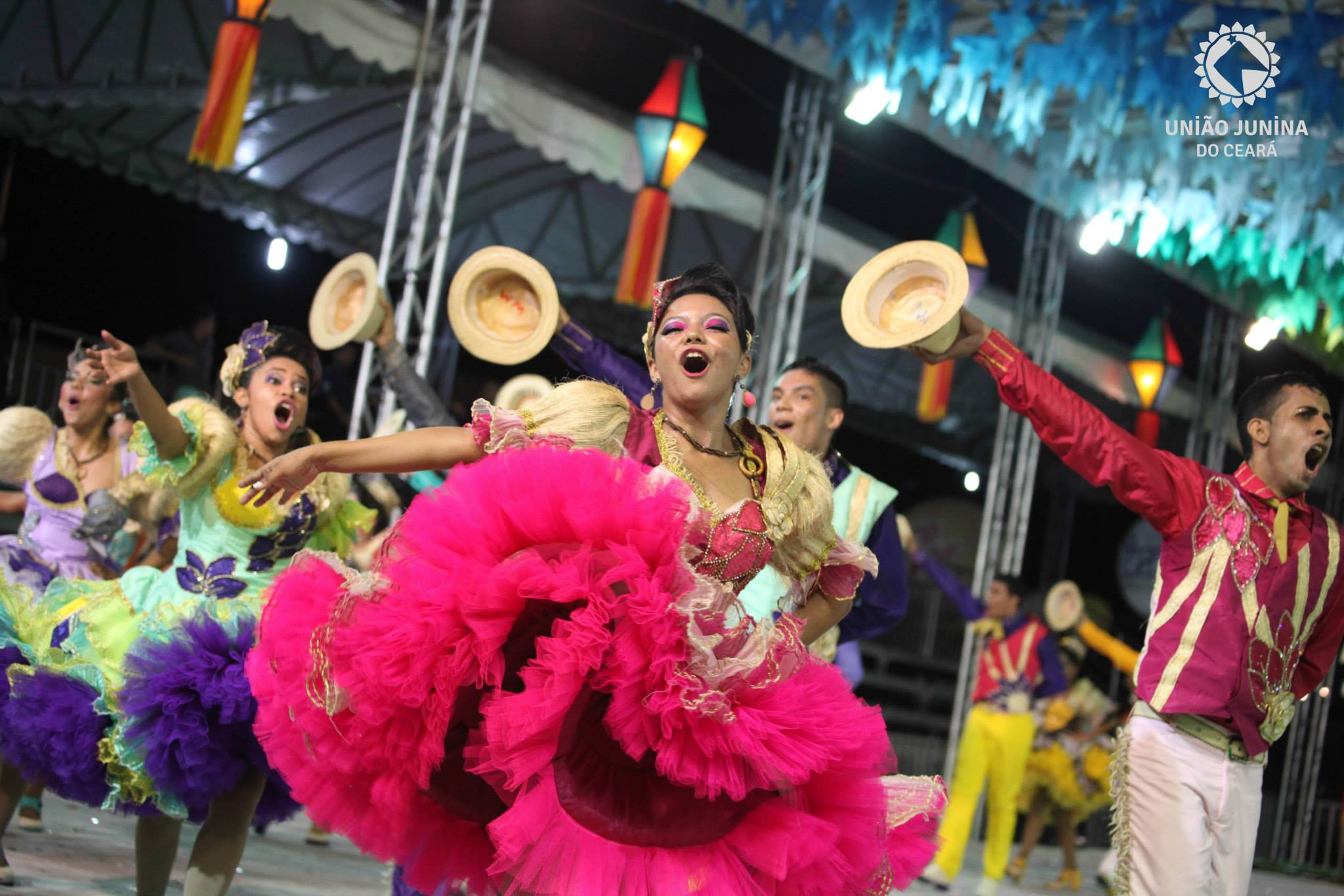
Junina Luar do Sertão é Vice-Campeã do I Concurso Cearense de Quadrilhas Juninas 2014.

3. Festival Nacional de Quadrilhas Juninas Iguatu Festeiro, Iguatu (Ceará) | 4º lugar;
4. Prêmio de melhor rainha do Festival Nacional de Quadrilhas Juninas Iguatú Festeiro, Iguatu (Ceará);
5. XIX Festival Jijoca Jeri Junino, Jijoca de Jericoacoara (Ceará) | Campeã;
6. Festival de Quadrilhas Juninas do Marco, Marco (Ceará) | Campeã;
7. XII Festival de Quadrilhas Juninas de Forquilha, Forquilha (Ceará) | Campeã;
8. VII Festival de Quadrilhas Arrasta Pé Carnaúba, Reriutaba (Ceará) | Campeã;
9. XV Festival de Quadrilhas Juninas de Alcântaras, Alcântaras (Ceará) | Vice-campeã;
10. Festival de Quadrilhas Catunda Cidade Junina, Catunda (Ceará) | Campeã;
11. Finalista no IX Campeonato Estadual do Festejo Ceará Junino pela Secretaria da Cultura do Estado do Ceará realizado no Centro Dragão do Mar de Arte e Cultura, Fortaleza (Ceará);
12. Finalista do X Festival Cearense de Quadrilhas Juninas pela Federação das Quadrilhas Juninas do Ceará – FEQUAJUCE, Fortaleza (Ceará).

No ano de 2013, foi apoiada pela Secretaria da Cultura do Estado do Ceará, através do XV Edital Ceará Junino, com o projeto "CANUDOS: Há de rebanhos mil partir do mar para o sertão então o sertão virará mar e o mar virará sertão".
Resumo da temporada:
1. Festival de Quadrilhas Juninas de São Benedito, São Benedito (Ceará) | Campeã;
2. Festival de Quadrilhas de Santa Quitéria, Santa Quitéria (Ceará) | Vice-campeã;
3. XVII Festival Municipal de Quadrilhas Juninas de Sobral, Sobral (Ceará) | Campeã;[6]
4. Festival de Quadrilhas de Groaíras: Etapa Regional Vale do Acaraú (Sertão de Sobral) do Festejo Ceará Junino, Groaíras (Ceará) | 3º lugar;
5. XIII Festival de Quadrilhas Juninas de Forquilha, Forquilha (Ceará) | Campeã;
6. XI Festival de Quadrilhas Juninas de Uruoca, Uruoca (Ceará) | Vice-campeã;
7. XXV Festival de Quadrilhas Juninas de Camocim, Camocim (Ceará) | 3º lugar;
8. Festival de Quadrilhas Juninas de Ipú, Ipú (Ceará) | Campeã;
9. Festival de Quadrilhas Juninas de Caucaia, Caucaia (Ceará) | Campeã;
10. XVI Festival de Quadrilhas Juninas de Alcântaras,  Alcântaras (Ceará) | Vice-campeã;
11. Festival de Quadrilhas Juninas de Coreaú, Coreaú (Ceará) | Vice-campeã;
12. VII Festival de Quadrilhas Arrasta Pé Carnaúba, Reriutaba (Ceará) | Campeã;
13. Finalista (10º lugar) do XI Festival Cearense de Quadrilhas Juninas pela Federação das Quadrilhas Juninas do Ceará – FEQUAJUCE, Fortaleza (Ceará);
14. Prêmio de melhor rainha do XI Festival Cearense de Quadrilhas Juninas pela Federação das Quadrilhas Juninas do Ceará – FEQUAJUCE, Fortaleza (Ceará).

No ano de 2014, apresentou o projeto "Palmares: Eu tava dormindo a engoma me chamou, acorda povo o cativeiro se acabou".
Resumo da temporada:
1. Festival Nacional de Quadrilhas Juninas Iguatú Festeiro, Iguatu (Ceará) | 5º lugar;
2. XII Festival de Quadrilhas Juninas de Uruoca, Uruoca (Ceará) | Vice-campeã;
3. Festival de Quadrilhas Juninas de Santa Quitéria, Santa Quitéria (Ceará) | Vice-campeã;
4. XXVI Festival de Quadrilhas Juninas de Camocim, Camocim (Ceará) | 3º lugar;
5. II Festival de Quadrilhas Juninas do Granchitão, Granja (Ceará) | Campeã;
6. XXI Festival de Quadrilhas Juninas Jijoca Jeri Junino, Jijoca de Jericoacoara (Ceará) | Campeã;
7. XVIII Festival Municipal de Quadrilhas Juninas de Sobral, Sobral (Ceará) | Vice-campeã;
8. XVII Festival de Quadrilhas Juninas de Alcântaras, Alcântaras (Ceará) | Campeã;
9. Finalista do Concurso Cearense de Quadrilhas Juninas pela UNIÃO JUNINA DO CEARÁ, Maracanaú (Ceará) | Vice-campeã.

No ano de 2015 foi representante da cultura da região norte do estado do Ceará apresentando-se na cerimônia de posse do governador Camilo Santana. Foi, também, apoiada pela Secretaria da Cultura do Estado do Ceará, através do XVII Edital Ceará Junino, com o projeto "CURRAL GRANDE: Da tragédia da seca a seca dos homens".
Resumo da temporada:

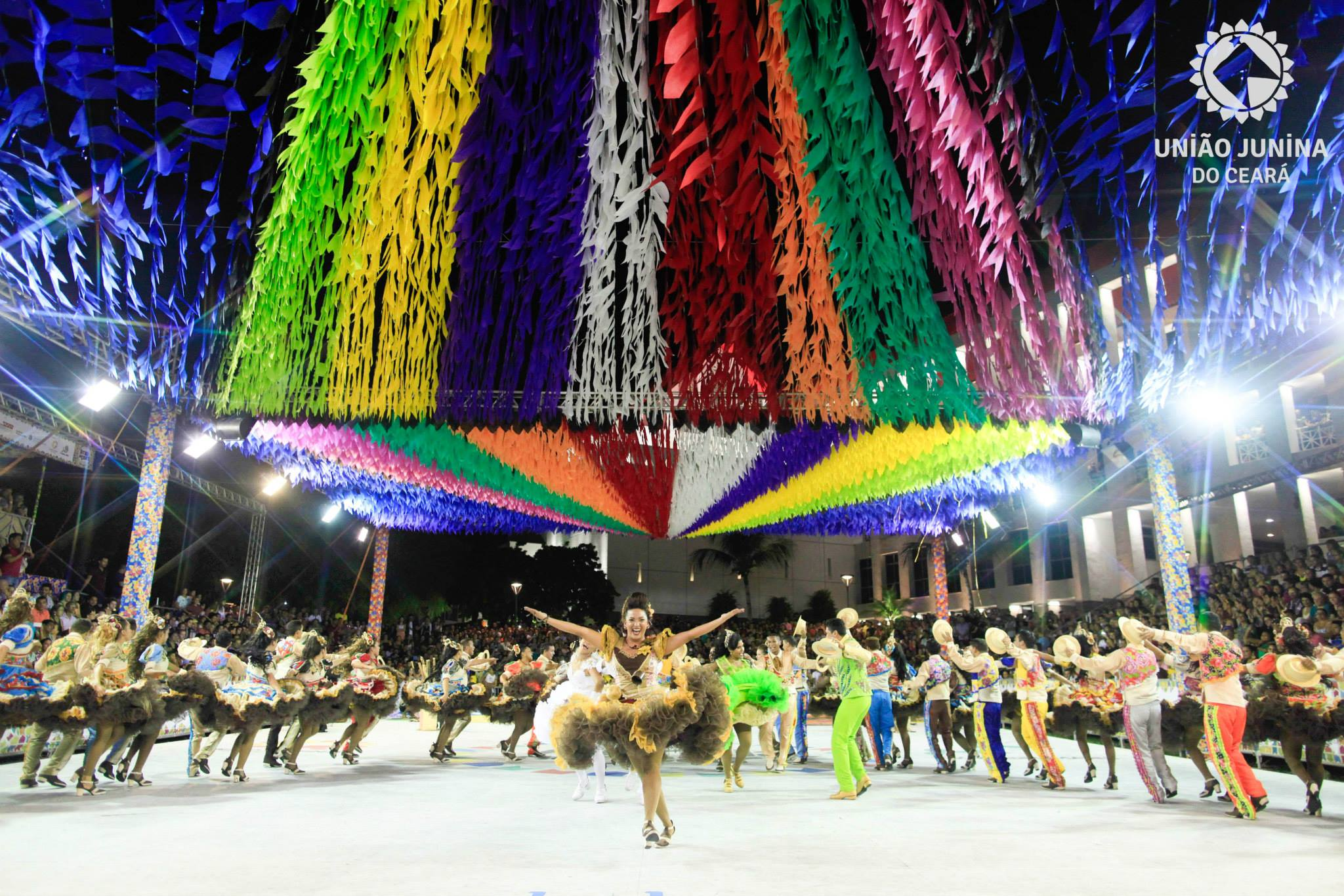
Junina Luar do Sertão é Campeã do Arraiá do Ceará 2015.

1. Festival Arraiá do Ceará -  Tv Verdes Mares no Centro Dragão do Mar de Arte e Cultura, Fortaleza (Ceará) | Campeã;
2. Finalista e representante do estado do Ceará no Festival de Quadrilhas Juninas da Rede Globo Nordeste, Goiana (Pernambuco);
3. Festival Sobral Capital Junina: etapa regional Vale do Acaraú (Sertão de Sobral) do Festejo Ceará Junino, Sobral (Ceará) | Campeã;
4. XVIII Festival de Quadrilhas Juninas de Alcântaras, Alcântaras (Ceará) | Campeã;
5. VII Festival de Quadrilhas Cariré Junino, Cariré (Ceará) | Campeã;
6. XIX Festival Municipal de Quadrilhas Juninas de Sobral, Sobral (Ceará) | Campeã;
7. Finalista do XII Campeonato Estadual de Quadrilhas Juninas do Festejo Ceará Junino pela Secretaria da Cultura do Estado do Ceará realizado no Centro Dragão do Mar de Arte e Cultura, Fortaleza (Ceará) | 3º lugar;
8. Finalista do II Concurso Cearense de Quadrilhas Juninas pela UNIÃO JUNINA DO CEARÁ, Maracanaú (Ceará) | Vice-campeã.

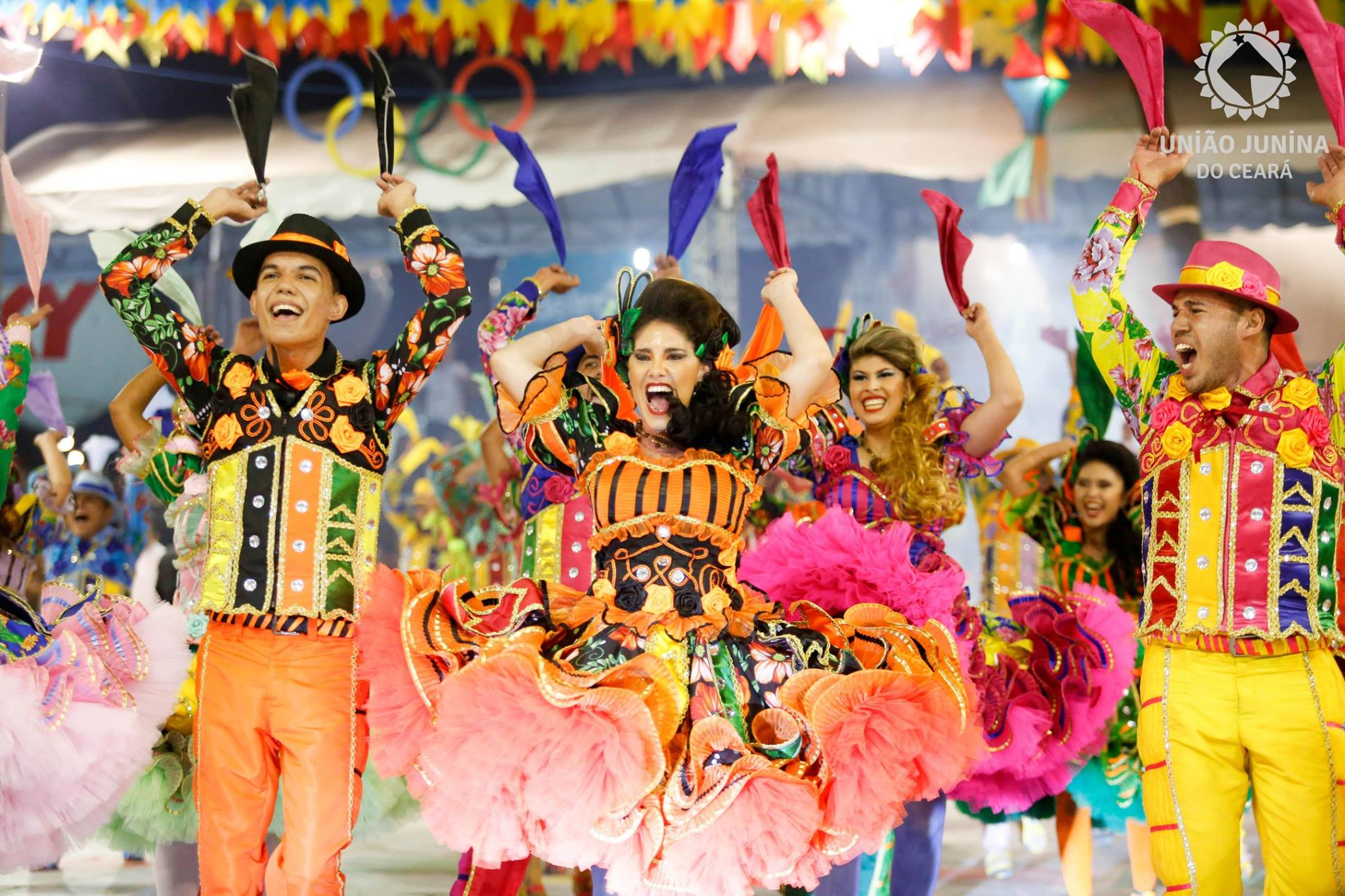
Junina Luar do Sertão celebra a festa do pau da bandeira de Barbalha.

No ano de 2016, apresentou o projeto "Barbalha: Muitas histórias em um só caminho".
Resumo da temporada:
1. IV Festival de Quadrilhas do Granchitão, Granja (Ceará) | Campeã;
2. XX Festival Municipal de Quadrilhas Juninas de Sobral, Sobral (Ceará) | Campeã;
3. XIV Festival de Quadrilhas Juninas de Uruoca, Uruoca (Ceará) | Vice-campeã;
4. Circuito de Quadrilhas Juninas Anavantú: etapa regional Vale do Acaraú (Sertão de Sobral) do Festejo Ceará Junino, Sobral (Ceará) | Vice-campeã;
5. Finalista do III Concurso Cearense de Quadrilhas Juninas pela União Junina do Ceará, Maracanaú (Ceará) | 3º lugar.

No ano de 2017, foi apoiada pela Secretaria da Cultura do Estado do Ceará, através do XIX Edital Ceará Junino, com o projeto "CHITA, CHITINHA, CHITÃO: Das Índias para o São João".
Resumo da temporada:

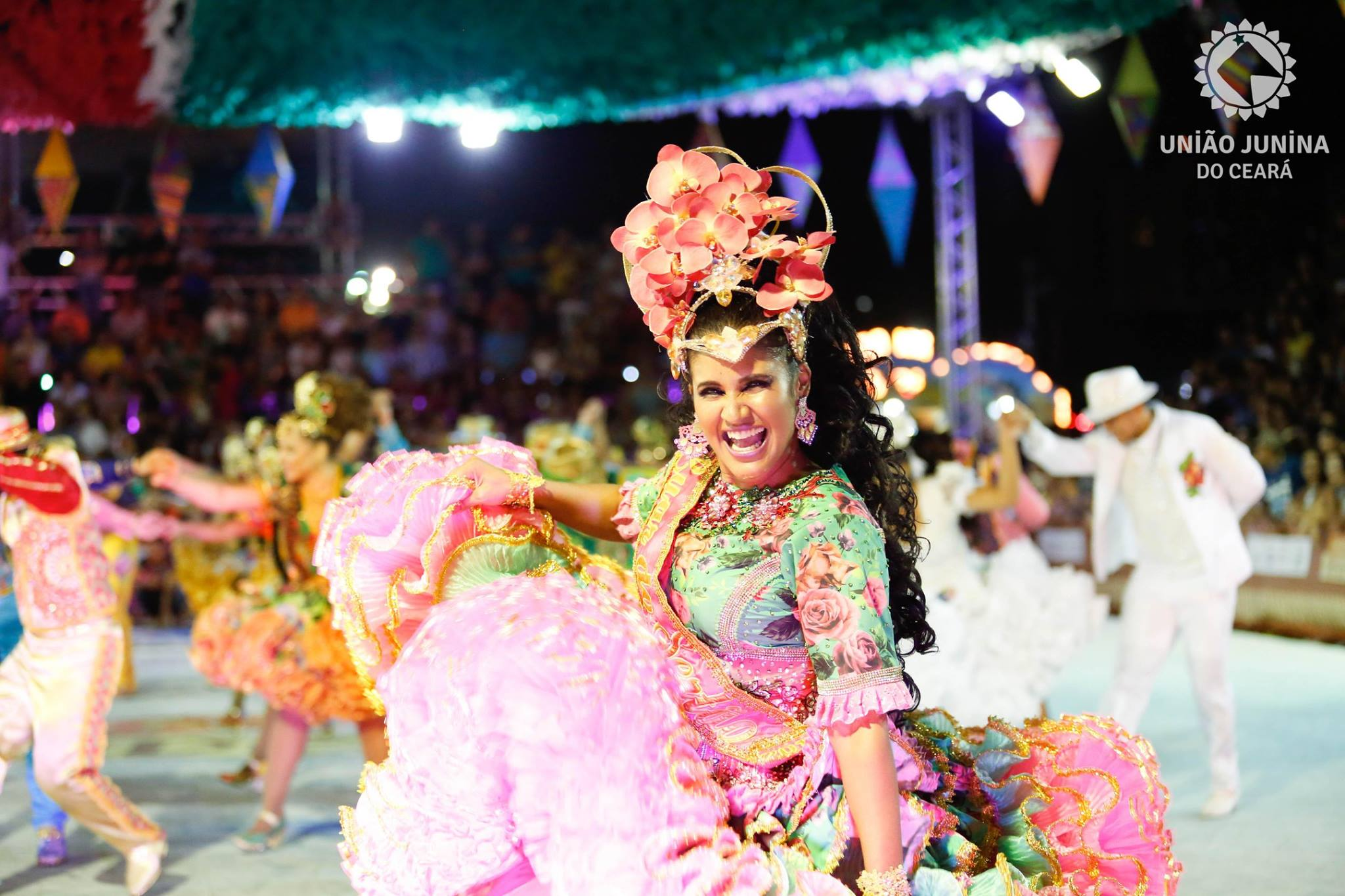
Junina Luar do Sertão participa do Arraiá do Nordeste 2017.

1. Festival Arraiá do Nordeste: seletiva para a final do Festival de Quadrilhas Juninas da Rede Globo Nordeste realizado no Shopping Iguatemi, Fortaleza (Ceará) | 3º lugar;
2. XV Festival de Quadrilhas Juninas de Uruoca, Uruoca (Ceará) | 3º lugar;
3. XII Festival de Quadrilhas Arrasta Pé Carnaúba, Reriutaba (Ceará) | Vice-campeã;
4. Festival Interestadual de Quadrilhas Juninas de Pacoti, Pacoti (Ceará) | 3º lugar;
5. V Festival de Quadrilhas Meruoca Junino: etapa regional Vale do Acaraú (Sertão de Sobral) do Festejo Ceará Junino, Meruoca (Ceará) | 3º lugar;
6. XXI Festival Municipal de Quadrilhas Juninas de Sobral, Sobral (Ceará) | Campeã;
7. I Festival Regional de Quadrilhas Juninas de Sobral, Sobral (Ceará) | 3º lugar;
8. XIX Festival de Quadrilhas Jijoca Jeri Junino, Jijoca de Jericoacoara (Ceará) | Campeã;
9. Festival de Quadrilhas Catunda Cidade Junina, Catunda (Ceará) | Campeã;
10. Finalista do IV Concurso Cearense de Quadrilhas Juninas pela União Junina do Ceará realizado no Ginásio Poliesportivo da Parangaba, Fortaleza (Ceará) | Campeã;
11. Prêmio de melhor casal de noivos do IV Concurso Cearense de Quadrilhas Juninas pela União Junina do Ceará, Fortaleza (Ceará);
12. Prêmio de melhor repertório do IV Concurso Cearense de Quadrilhas Juninas pela União Junina do Ceará, Fortaleza (Ceará).

No ano de 2018, apresentou o projeto "As Damas do Vento: a vida é breve, o amor borboletas, voe".
Resumo da temporada:

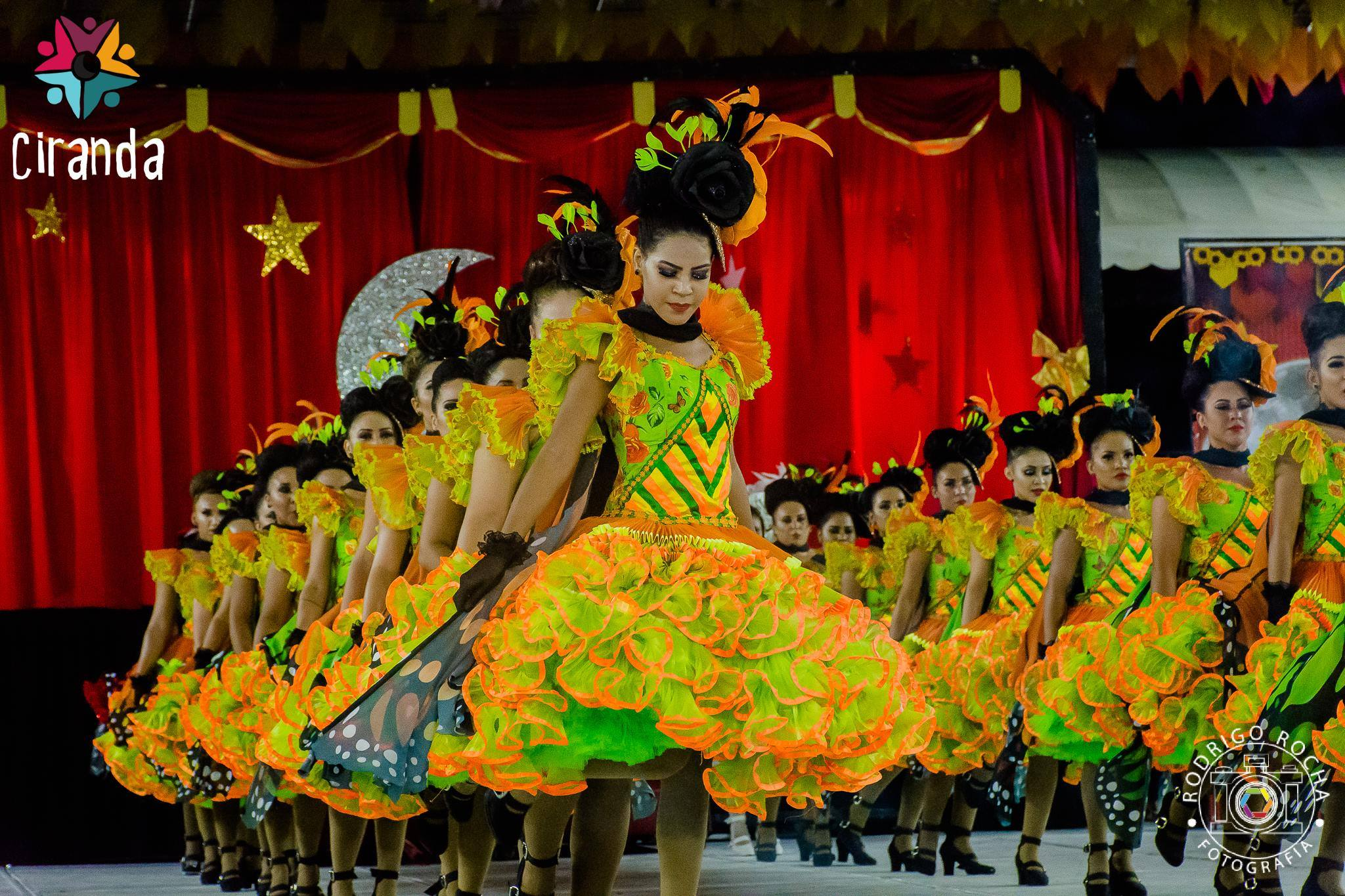
Junina Luar do Sertão participa da Final do Campeonato Estadual do Festejo Ceará Junino 2018.

1. Concurso Estadual de Quadrilhas Juninas de Maracanaú, Maracanaú (Ceará) | Campeã;
2. X Festival de Quadrilhas Cariré Junino: etapa regional Sertão de Sobral do Festejo Ceará Junino, Cariré (Ceará) | Campeã;
3. XXV Festival de Quadrilhas Jijoca Jeri Junino, Jijoca de Jericoacoara (Ceará) | Campeã;
4. XVI Festival de Quadrilhas Juninas de Uruoca, Uruoca (Ceará) | Vice-campeã;
5. Finalista do XV Campeonato Estadual de Quadrilhas Juninas do Festejo Ceará Junino pela Secretaria da Cultura do Estado do Ceará realizado no estacionamento da Arena Castelão, Fortaleza (Ceará);
6. Finalista do V Concurso Cearense de Quadrilhas Juninas pela União Junina do Ceará realizado no Centro Dragão do Mar de Arte e Cultura, Fortaleza (Ceará).

No ano de 2019, foi apoiada pela Secretaria da Cultura do Estado do Ceará, através do XXI Edital Ceará Junino, com o projeto "O Sertão vai virar mar: de lágrimas e memórias".
Resumo da temporada:

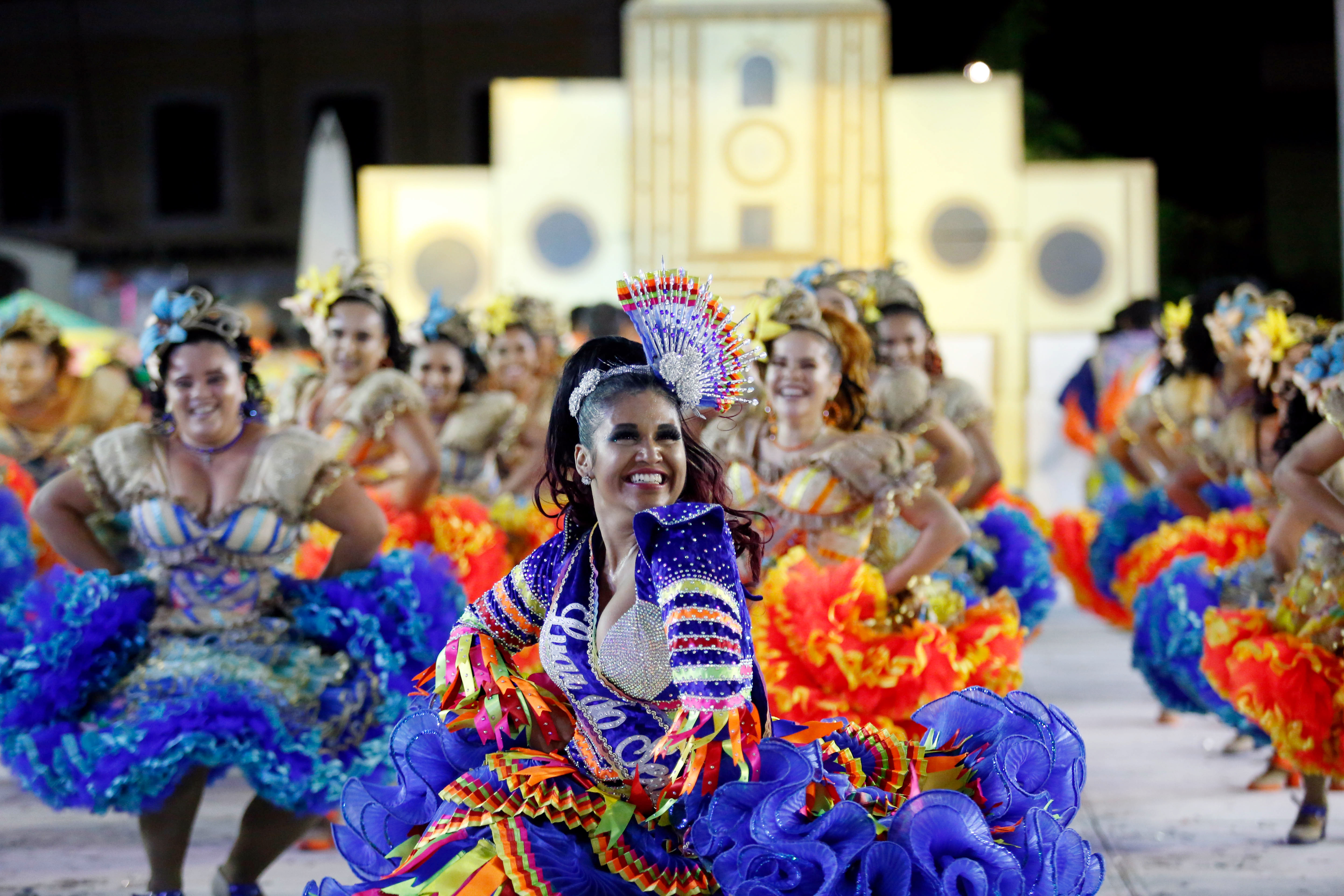
Junina Luar do Sertão conquista a terceira colocação na Final do Campeonato Estadual do Festejo Ceará Junino 2019.

1. V Festival Botando Quente de Quadrilhas Juninas no Jordão, Sobral (Ceará) | Campeã;
2. Festival de Quadrilhas do Circuito Sesc Junino: etapa regional Litoral Norte, Itapipoca (Ceará) | Campeã;
3. XXIII Festival Municipal de Quadrilhas Juninas de Sobral, Sobral (Ceará) | Campeã;
4. VI Meruoca Junino: Festival regional Sertão de Sobral do Festejo Ceará Junino, Meruoca (Ceará) | Campeã;
5. XIV Festival de Quadrilhas Arrasta Pé Carnaúba. Reriutaba (Ceará) | Campeã;
6. XXII Festival de Quadrilhas Juninas de Alcântaras, Alcântaras (Ceará) | Campeã;
7. XVII Festival de Quadrilhas Juninas de Uruoca, Uruoca (Ceará) | Campeã;
8. VII Festival de Quadrilhas do Granchitão, Granja (Ceará) | Vice-campeã;
9. III Festival Regional de Quadrilhas Juninas de Sobral, Sobral (Ceará) | 3º lugar;
10. XVII Festival de Quadrilhas Juninas de Forquilha, Forquilha (Ceará) | 3º lugar;
11. Campeonato Estadual de Quadrilhas Juninas do XIX Festejo Ceará Junino pela Secretaria da Cultura do Estado do Ceará realizado em Quixeramobim (Ceará) | 3º lugar;
12. Prêmio de melhor casamento do Campeonato Estadual de Quadrilhas Juninas do XIX Festejo Ceará Junino, Quixeramobim (Ceará).

No ano de 2020, a Junina Luar do Sertão da cidade de Sobral (Ceará) apresentaria o projeto "Da VOZ que juntou à MÃO que lutou". O projeto não teve seguimento em virtude da pandemia de covid-19.

Em 2022 foi apoiada pela Secretaria da Cultura do Estado do Ceará, através doXXII Edital Ceará Junino para Quadrilhas Juninas, dom o projeto "Nada é de NINGUÉM, tudo é de TODOS".
Resumo da temporada:

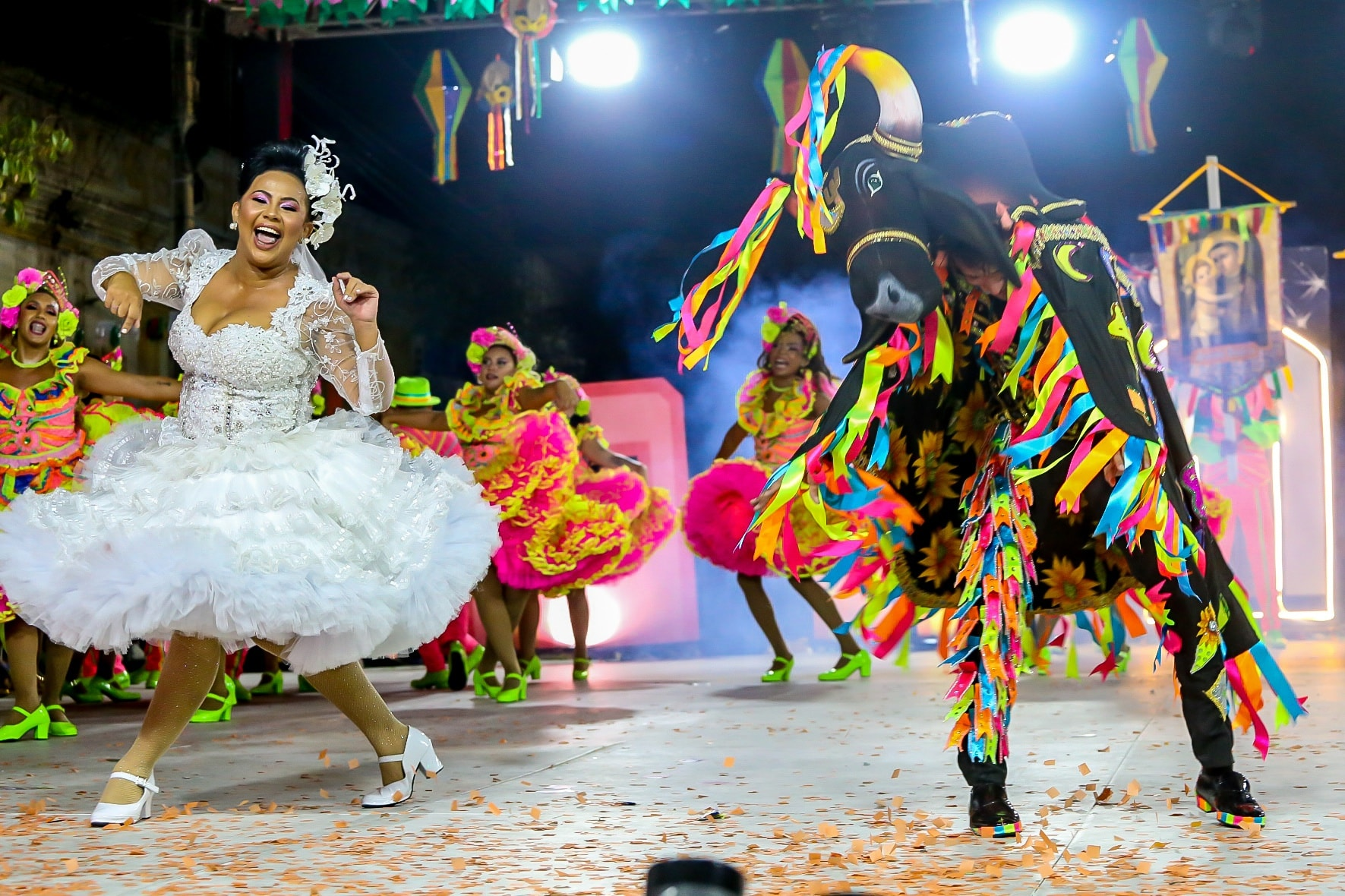
Junina Luar do Sertão é campeã do IV Festival Regional de Quadrilhas Juninas de Sobral 2022.

1. IV Festival Regional de Quadrilhas Juninas de Sobral, Sobral (Ceará) | Campeã;
2. Festival de Quadrilhas de Santa Quitéria, Santa Quitéria (Ceará) | Campeã;
3. XVIII Festival de Quadrilhas Juninas de Uruoca, Uruoca (Ceará) | 3º lugar;
4. XVIII Festival de Quadrilhas Juninas de Forquilha, Forquilha (Ceará) | Campeã;
5. FEQUAJA 2022 - Festival de Quadrilhas de Jaibaras, Sobral (Ceará) | Vice-campeã;
6. VIII Festival de Quadrilhas do Granchitão, Granja (Ceará) | Campeã;
7. XXIX Festival de Quadrilhas Jijoca Jeri Junino, Jijoca de Jericoacoara (Ceará) | Campeã;
8. XXIII Festival de Quadrilhas de Alcântaras, Alcântaras (Ceará) | Campeã;
9. XXXII Festival de Quadrilhas de Camocim,  Camocim (Ceará) | Campeã.

Em 2023 foi apoiada pela Secretaria da Cultura do Estado do Ceará, através do XXIII Edital Ceará Junino para Quadrilhas Juninas, com o projeto "O Chão Sagra, a Vida Sangra".
Resumo da temporada:

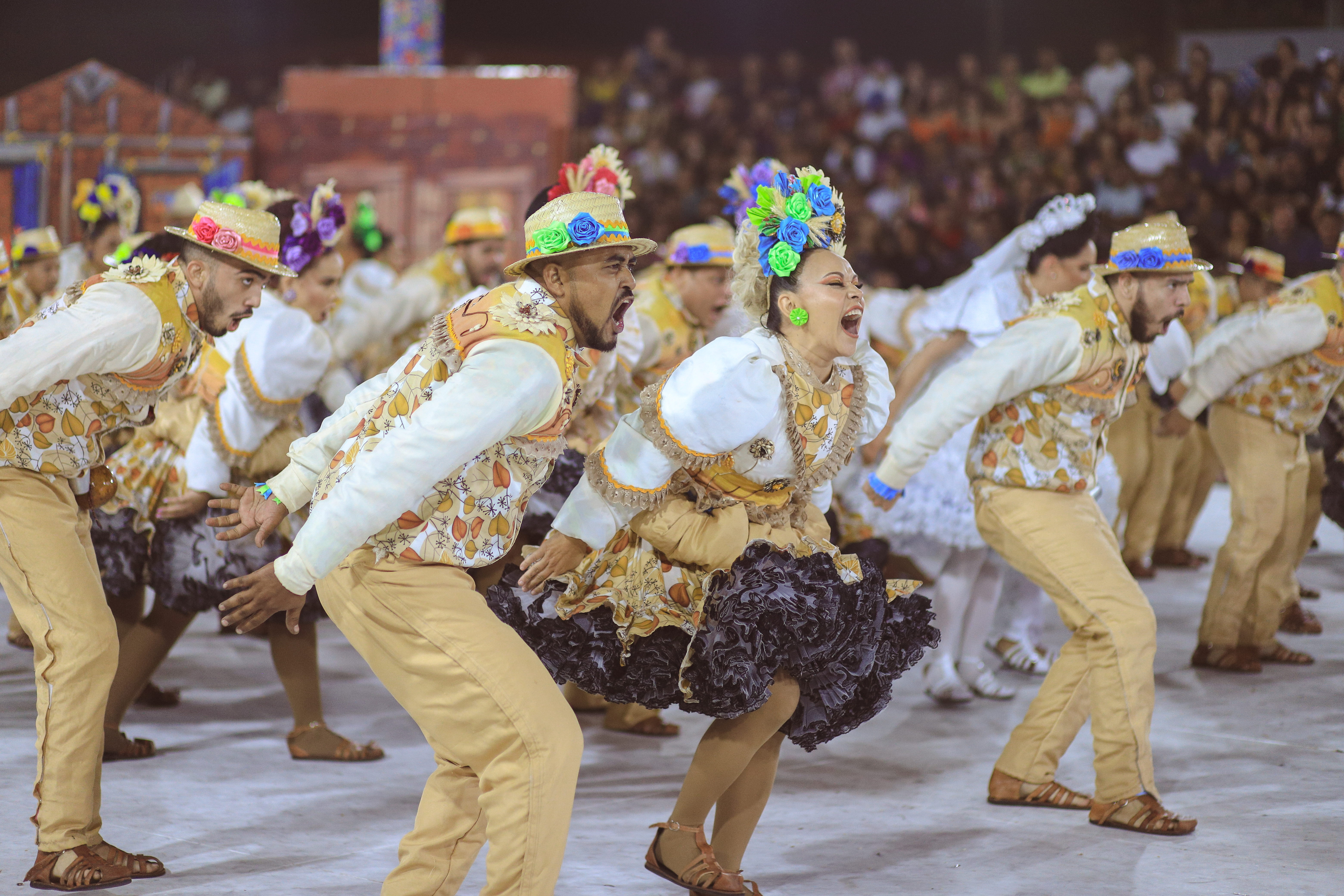
Junina Luar do Sertão é campeã do V Festival Regional de Quadrilhas Juninas de Sobral 2023.

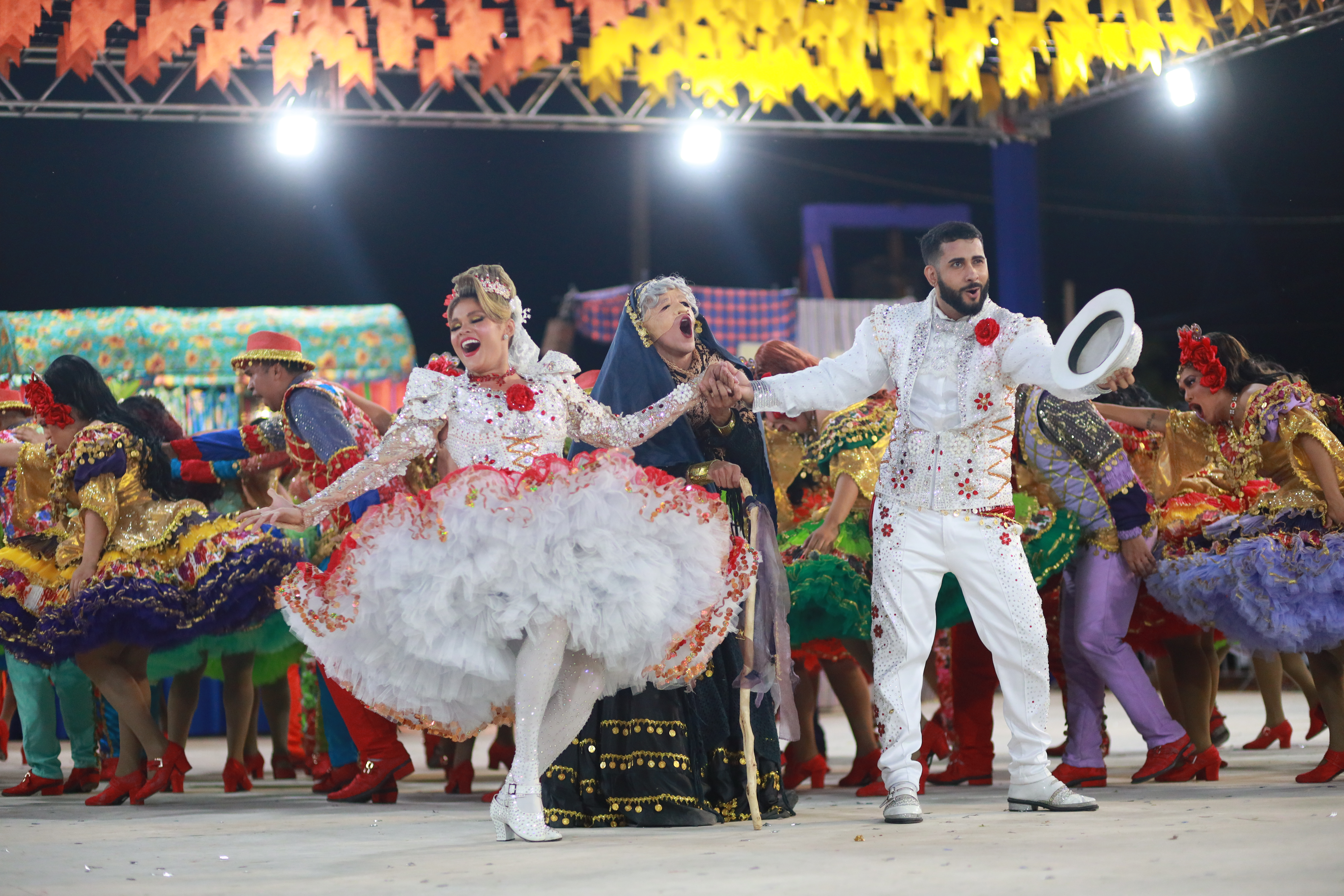
Junina Luar do Sertão é campeã do XX Festival de Quadrilhas Juninas de Forquilha 2024.

1. São João do Sobral Shopping, Sobral (Ceará) | Estreia;
2. Chitão da Luar 2023, Sobral (Ceará) | Apresentação cultural;
3. Festival de Quadrilhas do I Festeja Pacujá, Pacujá (Ceará) | Campeã;
4. Festival Jangadeiro Junino 2023, São João de Maracanaú, Maracanaú (Ceará) | Campeã e representante do Ceará no XVII Concurso Nacional de Quadrilhas Juninas da Confederação Brasileira das Entidades e Quadrilhas Juninas - CONFEQBRAQ (2023);
5. VI Festival Botando Quente de Quadrilhas no Jordão, Sobral (Ceará) | Campeã;
6. XIII Festival de Quadrilhas de Barroquinha, Barroquinha (Ceará) | Campeã;
7. XIX Festival de Quadrilhas de Uruoca, Uruoca (Ceará) | Vice-campeã;
8. VIII Meruoca Junino: Festival Regional Sertão de Sobral do Festejo Ceará Junino, Meruoca (Ceará) | Campeã;
9. XIX Festival de Quadrilhas de Forquilha, Forquilha (Ceará) | Campeã;
10. V Festival Regional de Quadrilhas Juninas de Sobral, Sobral (Ceará) | Campeã;
11. IX Festival de Quadrilhas do Granchitão, Granja (Ceará) | Vice-campeã;
12. XXXIII Festival de Quadrilhas de Camocim,  Camocim (Ceará) | 3º lugar;
13. XXIV Festival de Quadrilhas de Alcântaras, Alcântaras (Ceará) | Campeã;
14. Campeonato Estadual do XXIII Festejo Ceará Junino realizado pela Secretaria da Cultura do Estado do Ceará, Quixeramobim (Ceará) | 3º lugar;
15. Prêmio de Melhor Marcador do Campeonato Estadual de Quadrilhas Juninas do XIX Festejo Ceará Junino, Quixeramobim (Ceará).

Em 2024 foi apoiada pela Secretaria da Cultura do Estado do Ceará, através do XXIV Edital Ceará Junino para Quadrilhas Juninas, com o projeto "SINA".
Resumo da temporada:
1. São João do Sobral Shopping, Sobral (Ceará) | Estreia;
2. São João do Mix Mateus, Sobral (Ceará) | Apresentação cultural;
3. Festival de Quadrilhas da Uruburetama Cidade Junina, Uruburetama (Ceará) | Campeã;
4. Festival de Quadrilhas de Santa Quitéria, Santa Quitéria (Ceará) | Campeã;
5. XX Festival de Quadrilhas de Forquilha, Forquilha (Ceará) | Campeã;
6. XXIV Festival Municipal de Quadrilhas Juninas de Sobral, Sobral (Ceará) | 3º lugar;
7. XXXIV Festival de Quadrilhas de Camocim,  Camocim (Ceará) | Campeã;
8. XXV Festival de Quadrilhas de Alcântaras, Alcântaras (Ceará) | Vice-campeã;
9. X Festival de Quadrilhas do Granchitão, Granja (Ceará) | Campeã.

## Campanhas Anuais
- Campanha "Dia das Crianças é Só Alegria": Realizada anualmente no mês de outubro, a campanha “Dia das Crianças é Só Alegria” tem como principal objetivo promover um momento de celebração, acolhimento e confraternização para as crianças da comunidade. A iniciativa consiste na arrecadação de brinquedos novos e/ou usados, em bom estado de conservação, que são posteriormente distribuídos durante um evento festivo. Além da entrega dos brinquedos, a programação contempla atividades recreativas, brincadeiras e a oferta de lanches, proporcionando um dia especial voltado ao lazer, à valorização da infância e ao fortalecimento de vínculos comunitários. A ação visa não apenas a doação material, mas sobretudo a construção de memórias afetivas e experiências positivas para as crianças beneficiadas.

- Campanha "Luar Solidária": A campanha tem como foco central a arrecadação de alimentos não perecíveis para a montagem e distribuição de cestas básicas destinadas a famílias em situação de vulnerabilidade social. A ação é desenvolvida ao longo do ano, especialmente em períodos de maior demanda, como datas comemorativas ou em resposta a contextos emergenciais que afetam a comunidade local. Com caráter assistencial e humanitário, a campanha busca contribuir para a redução da insegurança alimentar e promover a solidariedade por meio do engajamento coletivo. A seleção das famílias beneficiadas é realizada com base em critérios sociais previamente estabelecidos, garantindo que as doações atendam, de forma justa, aqueles que mais necessitam.

## Pandemia
Com o objetivo de mitigar os impactos provocados pela pandemia de covid-19  sobre o setor cultural – especialmente nas expressões tradicionais vinculadas às festividades juninas –, a Quadrilha Junina Luar do Sertão desenvolveu e executou uma série de ações no ambiente virtual, reafirmando seu compromisso com a valorização, a continuidade e a difusão da cultura popular nordestina.
Entre as iniciativas, destaca-se a realização da live "São João É Só Alegria!", transmitida por meio do canal oficial do grupo no Youtube. A ação consistiu em um espetáculo junino adaptado ao formato digital, permitindo que o público pudesse vivenciar o clima do São João mesmo em tempos de distanciamento social. A transmissão contribuiu para manter viva a tradição e proporcionou entretenimento de qualidade à comunidade local e a espectadores de diferentes regiões.
Outro marco importante foi a disponibilização dos repertórios juninos nas principais plataformas de streaming de música, como forma de ampliar o alcance das composições autorais e tradicionais interpretadas pelo grupo. Com essa ação, a Junina Luar do Sertão tornou-se pioneira no interior do Estado do Ceará ao adotar o formato digital de distribuição musical, posicionando-se de forma inovadora no cenário junino.
Os áudios disponibilizados são executados pelo Grupo Musical Regional É Só Alegria, formação musical oficial da quadrilha, responsável por imprimir identidade sonora e autenticidade às apresentações do grupo.
Essas iniciativas reafirmam o protagonismo da Junina Luar do Sertão no fortalecimento da cultura popular, demonstrando capacidade de adaptação, inovação e compromisso com a memória e o futuro das tradições nordestinas.